# Ukierunkowane znakowanie spinowe
Ukierunkowane znakowanie spinowe (ang. Site-directed spin labeling, SDSL) - technika analityczna pozwalająca badać strukturę i lokalną dynamikę białek przy użyciu spektroskopii EPR. SDSL bazuje na specyficznej reakcji znacznika spinowego z wybranym aminokwasem białka. Znacznik spinowy wbudowany w strukturę białka jest wykrywany za pomocą metod EPR.
Technika ukierunkowanego znakowania spinowego jest bardzo użyteczna w badaniu procesu powstawania trzeciorzędowej struktury białek.

## Znakowanie spinowe
Spośród wielu znaczników spinowych, znaczniki nitroksylowe zyskały największą popularność w badaniach struktur makromolekularnych, gdyż są stabilne i dają prosty sygnał w spektroskopii EPR.
Rodnik nitroksylowy jest najczęściej wbudowany w heterocykliczny pierścień znacznika (np. pirolidyna) a następnie kowalencyjnie połączony z badaną cząsteczką.
Znacznik spinowy może być połączony z badaną cząsteczką za pomocą wielu wiązań. Najczęściej jest wykorzystywane połączenie przez alkilotiosiarczan z resztą cysteiny w białku. Przykładowo znacznik spinowy MTS jest kowalencyjnie połączony z natywną lub wprowadzoną sztucznie resztą cysteiny w białku poprzez mostek disiarczkowy.